# Miriana Conte
Miriana Conte   (Ħal Qormi, 17 de desembre de 2000) és una cantant maltesa. Va ser escollida per representar Malta al Festival de la Cançó d'Eurovisió 2025 amb la cançó «Serving».

## Carrera
El 21 de desembre de 2016, es va anunciar que Conte seria un dels setze seleccionats per competir al Malta Eurovision Song Contest 2017 amb la cançó «Don't Look Down». En aquest concurs d'àmbit nacional, el 18 de febrer de 2017, Conte va acabar en 16a i darrera posició amb 156 punts. Més endavant, l'11 d'octubre de 2017, es va anunciar que seria un dels setze candidats per competir a la final del mateix programa per al 2018. En aquest cas, va acabar en dotzè lloc amb 14 punts. L'any 2018, Conte va participar en la primera edició de la versió maltesa del programa de talent X Factor Malta, en què va cofundar el grup 4th Line, i va arribar a la fase final. El 2019 va deixar el grup. El 2019 també va participar, com a solista, a la segona edició d'X Factor Malta, però no va arribar a la final. Amb un grup d'artistes malteses, va participar en l'enregistrament d'una cançó titulada «Roll the Dice», que va ser l'himne de la Setmana de l'Orgull de Malta el 2019.
Conte va participar al Malta Eurovision Song Contest de 2022 amb la cançó «Look What You've Done Now», i va quedar sisena posició a la final. El 18 d'octubre de 2023, es va anunciar que tornava a participar-hi en l'edició de l'any següent amb la cançó «Venom», i més tard va ser seleccionada per actuar com a quarta i última candidata de la fase semifinal el 17 de novembre. Al final de la ronda, a finals de novembre, es va anunciar que estava entre les classificades per a la final del 3 de febrer de 2024. Va acabar novena amb 25 punts.
El 12 de desembre de 2024, es va anunciar que Conte era una de les 24 candidates semifinalistes per al Malta Eurovision Song Contest de 2025 amb la cançó «Kant». Després d'haver-se classificat a la segona semifinal, va aconseguir el vot de públic a la final i va quedar primera de la classificació general amb 182 punts, cosa que li va permetre ser seleccionada per representar Malta al Festival de la Cançó d'Eurovisió 2025 amb el mateix tema, que va ser reanomenat com a «Serving».